# 孙可望、李定国收复湖南战役
孙可望、李定国收复湖南战役，永曆六年（顺治九年，1652年）至永历八年（顺治十一年，1654年），南明将领李定国率军由云南出师湖广的作战。
1652年初，秦王孙可望下令自云南三路出师，向清军发动进攻。三月，李定国与冯双礼，以步骑八万东征。与清军争夺湖广。李定国军纪严明：不杀人、不放火、不奸淫、不宰耕牛、不抢财货。当月，李定国攻下沅州（今湖南芷江）。五月，李定国与马进忠部合兵十万，攻下靖州（今湖南靖县）击败清军将领张国柱，斩首五千余级，乘胜进取武冈、宝庆（今湖南邵阳）。
清朝定南王孔有德率主力由广西柳州改驻桂林。李定国派张胜、郭有名率精兵从便道直取严关（今广西兴安西），扼守桂林退路；主力攻下全州，直取桂林。六月十九日，孔有德派部将孙龙、李养性攻打严关，大败。次日，孔有德亲率精兵在大榕江迎战李定国，大西军以战象突阵，孔有德败退回桂林。七月初二日，大西军开始攻打桂林。七月初四日，桂林城破，孔有德自尽。八月，清朝派定远大将军尼堪从湖南取宝庆，直攻广西。李定国攻下桂林，收复广西全境，迫使清朝将领马雄等退到广东。
九月，李定国挥师进入湖南，攻克衡州，清朝续顺公沈永忠逃走。李定国分兵三支进攻：马宝率部攻打广东北部，攻克阳山、連州（今连县）等地；高文贵率部入江西，占永新、安福等地，包固吉安；马进忠率部北上，进至湘阴、岳州（今湖南岳阳）。
十一月，清朝敬谨亲王尼堪为定远大将军，率贝勒屯齐統八旗军十五万进入湖南。李定国放弃湘潭、长沙等城，退到衡州，十一月二十四日，尼堪在衡州城下中伏，被李定国所部斩杀。五个月内，李定国“两蹶名王”，明军军威大振。衡州之战后，李定国与孙可望对李定国多所掣肘，冯双札、马进忠也与李定国有隙。李定国未能利用桂林、衡州两次大胜继续取胜。1653年二月，李定国在永州被接替尼堪的贝勒屯齐击败．退入广西，转战两广。四月、闰六月，李定国两次图攻广东肇庆，没有成功。七月再攻打广西桂林，被清将線国安击退。1654年春，李定国再入广东，攻克高州府、雷州府、廉州府三府及广东西部地区，进至珠江三角洲，并在高州建造王府。沿海的郑成功致书，约期会师广州。十月，李定国率军，号称二十万，攻打新会。围攻两月，新会不下。十月，清朝靖南将军都统朱玛喇统率八旗军来救援，朱玛喇会同广州平南王尚可喜、靖南王耿继茂，击败李定国。李定国退至广西南宁，所部只剩六千人，出师湖广之役结束。